# Список фильмов под маркой Disney Digital 3D
Список фильмов, вышедших под торговой маркой «Disney Digital 3D»™:

## Изначально вышедшие в 3D
| Название картины                                           | Киностудия                                                                  | Дата выхода          | Метод съёмки             |
| ---------------------------------------------------------- | --------------------------------------------------------------------------- | -------------------- | ------------------------ |
| «Цыплёнок Цыпа»                                            | «Walt Disney Animation Studios»                                             | 4 ноября 2005 года   | Компьютерная анимация    |
| «В гости к Робинсонам»                                     | «Walt Disney Animation Studios»                                             | 30 марта 2007 года   | Компьютерная анимация    |
| «Ханна Монтана и Майли Сайрус: Концертный тур «Две жизни»» | «Walt Disney Pictures», «Disney Channel»                                    | 20 июля 2008 года    | Живой концерт            |
| «Jonas Brothers: The 3D Concert Experience»                | «Walt Disney Pictures», «Disney Channel»                                    | 27 февраля 2009 года | Живой концерт            |
| «Вольт»                                                    | «Walt Disney Animation Studios»                                             | 16 ноября 2009 года  | Компьютерная анимация    |
| «Переменная облачность» (короткометражный)                 | «PIXAR»                                                                     | 29 мая 2009          | Компьютерная анимация    |
| «Вверх»                                                    | «PIXAR»                                                                     | 29 мая 2009          | Компьютерная анимация    |
| «Миссия Дарвина»                                           | «Walt Disney Pictures», «Jerry Bruckheimer Films»                           | 19 июля 2009         | Комбинированный          |
| «Рождественская история»                                   | «Walt Disney Pictures», «Image Movers Digital»                              | 6 ноября 2009        | Захват движения          |
| «Алиса в Стране чудес»                                     | «Walt Disney Pictures», «Roth Films», «Zanuck Company», «Team Todd»         | 5 марта 2010         | Комбинированный          |
| «День и Ночь» (короткометражный)                           | «PIXAR»                                                                     | 12 июня 2010         | Комбинированная анимация |
| «История игрушек 3»                                        | «PIXAR»                                                                     | 12 июня 2010         | Компьютерная анимация    |
| «Рапунцель: Запутанная история»                            | «Walt Disney Animation Studios»                                             | 24 ноября 2010       | Компьютерная анимация    |
| «Трон: Наследие»                                           | «Walt Disney Pictures»                                                      | 17 декабря 2010      | Комбинированный          |
| «Тайна красной планеты»                                    | «Walt Disney Pictures», «Image Movers Digital»                              | 11 марта 2011        | Захват движения          |
| «Пираты Карибского моря: На странных берегах»              | «Walt Disney Pictures», «Jerry Bruckheimer Films», «Moving Picture Company» | 20 мая 2011          | Комбинированный          |
| «Истории игрушек: Гавайские каникулы» (короткометражный)   | «PIXAR»                                                                     | 24 июня 2011         | Компьютерная анимация    |
| «Тачки 2»                                                  | «PIXAR»                                                                     | 24 июня 2011         | Компьютерная анимация    |
| «Рапунцель: Счастлива навсегда» (короткометражный)         | «Walt Disney Animation Studios»                                             | 13 января 2012       | Компьютерная анимация    |
| «Джон Картер»                                              | «Walt Disney Pictures»                                                      | 9 марта 2012         | Комбинированный          |
| «Луна» (короткометражный)                                  | «PIXAR»                                                                     | 21 июня 2012         | Компьютерная анимация    |
| «Храбрая сердцем»                                          | «PIXAR»                                                                     | 21 июня 2012         | Компьютерная анимация    |
| «Франкенвини»                                              | «Walt Disney Pictures»                                                      | 4 октября 2012       | Захват движения          |
| «Истории игрушек: Веселозавр Рекс» (короткометражный)      | «PIXAR»                                                                     | 14 сентября 2012     | Компьютерная анимация    |
| «Бумажный роман» (короткометражный)                        | «Walt Disney Animation Studios»                                             | 2 ноября 2012        | Комбинированная анимация |
| «Ральф»                                                    | «Walt Disney Animation Studios»                                             | 2 ноября 2012        | Компьютерная анимация    |
| «Феи: Тайна зимнего леса»                                  | «DisneyToon Studios»                                                        | 29 ноября 2012       | Компьютерная анимация    |
| «Оз: Великий и Ужасный»                                    | «Walt Disney Pictures»                                                      | 8 марта 2013         | Комбинированный          |
| «Синий зонтик» (короткометражный)                          | «PIXAR»                                                                     | 21 июня 2013         | Компьютерная анимация    |
| «Университет монстров»                                     | «PIXAR»                                                                     | 21 июня 2013         | Компьютерная анимация    |
| «Самолёты»                                                 | «DisneyToon Studios»                                                        | 29 августа 2013      | Компьютерная анимация    |
| «Холодное сердце»                                          | «Walt Disney Animation Studios»                                             | 27 ноября 2013       | Компьютерная анимация    |
| «Конь-огонь» (короткометражный)                            | «Walt Disney Animation Studios»                                             | 27 ноября 2013       | Комбинированная анимация |
| «Феи: Загадка пиратского острова»                          | «DisneyToon Studios»                                                        | 13 февраля 2014      | Компьютерная анимация    |
| «Малефисента»                                              | «Walt Disney Pictures»                                                      | 30 марта 2014        | Комбинированный          |
| «Самолёты: Огонь и вода»                                   | «DisneyToon Studios»                                                        | 17 июля 2014         | Компьютерная анимация    |
| «Город героев»                                             | «Walt Disney Animation Studios»                                             | 7 ноября 2014        | Компьютерная анимация    |
| «Золушка»                                                  | «Walt Disney Pictures»                                                      | 13 марта 2015        | Комбинированный          |
| «Головоломка»                                              | «PIXAR»                                                                     | 19 июня 2015         | Компьютерная анимация    |
| «Хороший динозавр»                                         | «PIXAR»                                                                     | 25 ноября 2015       | Компьютерная анимация    |
| «Зверополис»                                               | «Walt Disney Animation Studios»                                             | 4 марта 2016         | Компьютерная анимация    |
| «Книга джунглей»                                           | «Walt Disney Pictures»                                                      | 15 апреля 2016       | Комбинированный          |
| «Алиса в Зазеркалье»                                       | «Walt Disney Pictures»                                                      | 27 мая 2016          | Комбинированный          |
| «В поисках Дори»                                           | «PIXAR»                                                                     | 17 июня 2016         | Компьютерная анимация    |
| «Пираты Карибского моря: Мертвецы не рассказывают сказки»  | «Walt Disney Pictures»                                                      | 7 июля 2017          | Комбинированный          |

### Конвертированные 2D-фильмы в 3D
| Название картины                     | Киностудия                      | Дата выхода в 2D | Дата выхода в 3D | Метод съёмки          |
| ------------------------------------ | ------------------------------- | ---------------- | --- | --------------------- |
| «Безделушка» (короткометражный)      | «PIXAR»                         | 1989             | 21 октября 2006 | Компьютерная анимация |
| «Кошмар перед Рождеством»            | «Touchstone Pictures»           | 15 октября 1993  | 27 октября 2006 19 октября 2007 24 октября 2008 23 октября 2009                                                        | Кукольная анимация    |
| «Работа за орехи» (короткометражный) | «Walt Disney Animation Studios» | 11 ноября 1953   | 30 марта 2007 | Рисованная анимация   |
| «История игрушек»                    | «PIXAR»                         | 22 ноября 1995   | 2 октября 2009 | Компьютерная анимация |
| «История игрушек 2»                  | «PIXAR»                         | 13 ноября 1999   | 2 октября 2009 | Компьютерная анимация |
| «Красавица и Чудовище»               | «Walt Disney Animation Studios» | 22 ноября 1991   | 12 августа 2010 (кино) 2 сентября 2011 (кино, переиздание) 4 октября 2011 (Blu-ray) 13 января 2012 (кино, переиздание) | Рисованная анимация   |
| «Король Лев»                         | «Walt Disney Animation Studios» | 24 июня 1994     | 16 сентября 2011 (кино) 4 октября 2011 (Blu-ray)                                                                       | Рисованная анимация   |
| «В поисках Немо»                     | «PIXAR»                         | 30 мая 2003      | 14 сентября 2012 (кино)                                                                                                | Компьютерная анимация |
| «Корпорация монстров»                | «PIXAR»                         | 2 ноября 2001    | 18 января 2013 (кино)                                                                                                  | Компьютерная анимация |
| «О птичках» (короткометражный)       | «PIXAR»                         | 30 июня 2000     | 18 января 2013 (кино)                                                                                                  | Компьютерная анимация |
| «Русалочка»                          | «Walt Disney Animation Studios» | 22 ноября 1989   | 13 сентября 2013 (кино)                                                                                                | Рисованная анимация   |
| «Тачки»                              | «PIXAR»                         | 8 июня 2006      | 20 октября 2013 (Blu-ray)                                                                                              | Компьютерная анимация |
| «Аладдин»                            | «Walt Disney Animation Studios» | 25 ноября 1992   | 18 сентября 2015 | Рисованная анимация   |

а также
| Название картины | Киностудия | \| Дата выхода в 2D \| \| ---------------- \| | Дата выхода в 3D | Метод съёмки          |
| ---------------- | ---------- | --------------------------------------------- | ---------------- | --------------------- |
| «Суперсемейка»   | «PIXAR»    | 5 ноября 2004                                 | Неизвестно       | Компьютерная анимация |
| «Рататуй»        | «PIXAR»    | 29 июня 2007                                  | Неизвестно       | Компьютерная анимация |
| «ВАЛЛ-И»         | «PIXAR»    | 23 июня 2008                                  | Неизвестно       | Компьютерная анимация |
| Дата выхода в 2D |            |                                               |                  |                       |